# 글로리 (킥복싱)
글로리(Glory, GLORY)는 싱가포르에 거점을 둔 킥복싱 단체이다. 유명 격투 프로모션인 골든 글로리(Golden Glory)를 토대로 잇츠 쇼타임(It's Showtime), 유나이티드 글로리(United Glory) 등의 단체를 흡수하며 2012년 출범했다. 북미, 유럽, 아시아를 오가며 대회를 개최한다. 2015년 현재 세계 1위의 킥복싱 단체로 인식되고 있다.
한국에서는 2015년 4월부터 KBS N 스포츠가 중계방송을 시작했다.

## 규칙

### 라운드
한 라운드당 3분이며, 일반 논타이틀 매치는 3라운드, 타이틀 매치는 5라운드로 진행된다. 토너먼트 경기일 경우 무승부가 나오면 연장 1라운드가 추가되며 연장전에서는 반드시 승패가 가려진다.

### 체급 구분
2016년 현재 글로리는 6개의 체급을 사용하고 있다.
- 헤비급: 95 kg 이상
- 라이트헤비급: 95 kg 이하
- 미들급: 85 kg 이하
- 웰터급: 77 kg 이하
- 라이트급: 70 kg 이하
- 페더급: 65 kg 이하

## 현 챔피언
- 2016년 11월 5일 기준
| 체급         | 체중 상한선 | 챔피언            | 획득 날짜        | 방어 횟수 |
| ------------ | ----------- | ----------------- | ---------------- | --------- |
| 헤비급       | 95 kg 이상  | 리코 베르후벤     | 2014년 6월 21일  | 5         |
| 라이트헤비급 | 95 kg       | 아르템 바키토프   | 2016년 3월 12일  | 1         |
| 미들급       | 85 kg       | 제이슨 윌니스     | 2016년 9월 9일   | 0         |
| 웰터급       | 77 kg       | 니키 홀츠켄       | 2015년 8월 7일   | 3         |
| 라이트급     | 70 kg       | 싯티차이 싯송피농 | 2016년 6월 25일  | 0         |
| 페더급       | 65 kg       | 로빈 반 루스말렌  | 2016년 10월 21일 | 0         |